# Pace di Saint-Germain
La pace di Saint-Germain (8 agosto 1570) fu stipulata fra re  Carlo IX di Francia  e l'ammiraglio Gaspard II de Coligny e pose fine alla terza guerra della Francia contro gli  Ugonotti (1568 – 1570).

## Il contesto
In Francia alla metà del cinquecento crescevano le tensioni tra Cattolici, Ugonotti e Protestanti, anche in relazione a varie concessioni e a vari editti di tolleranza emanati dalla corona.
A dare inizio alle guerre di religione tra cattolici e protestanti fu la strage di Wassy, che provocò l'uccisione di un gran numero di protestanti francesi nella località nord-orientale francese di Wassy. Qui il 1º marzo 1562 i seguaci del Duca di Guisa massacrarono un gruppo di Ugonotti e costoro si trasformarono definitivamente in un movimento politico.
In quel momento la Francia era sotto la reggenza di Caterina de' Medici, madre del re di Francia Carlo IX.
Lo scontro fu di breve durata, nel 1563 Caterina ristabilì la pace e pose fine alla prima delle tre guerre di religione francesi, garantendo agli Ugonotti privilegi e libertà di culto con l'editto di Amboise.
Qualche anno più tardi, nel 1567, la guerra tuttavia riprese, poiché il principe di Condé, capo degli Ugonotti, si stabilì a Saint-Denis con l'intento di conquistare Parigi e la corona. Caterina, interpretando questo gesto come un tradimento, aprì un nuovo conflitto contro i protestanti.
La guerra terminò un anno più tardi, nel 1568, quando la mancanza di denaro da entrambe le parti portò ad una tregua che fu firmata a Longjumeau il 22 marzo 1568; con essa veniva rinnovato l'editto di Amboise, confermata la libertà di culto e i privilegi degli Ugonotti.
Nel 1568 ebbe inizio la terza guerra di religione che si chiuse appunto con la pace di Saint Germain nel 1570. La pace di Longjumeau era fragile e la tregua permise ai due eserciti di riorganizzarsi.

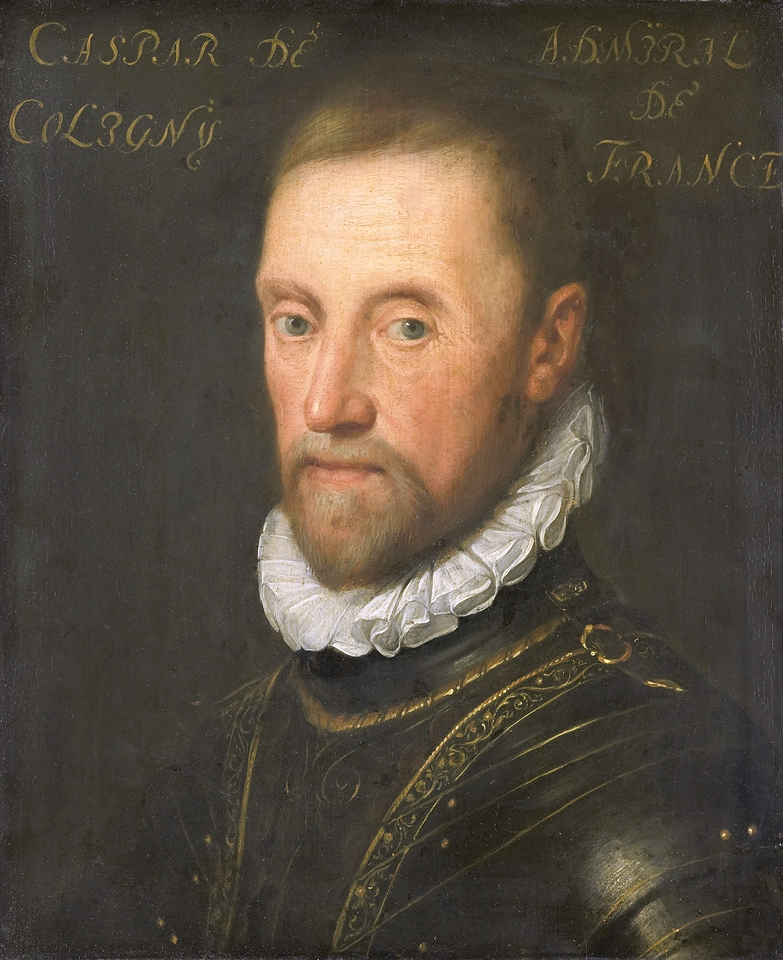
Ammiraglio Gaspard II de Coligny

## La pace
La pace, trattata per i realisti da Armand de Gontaut-Biron, fu firmata il 4 agosto nel castello di Saint-Germain-en-Laye e dall'8 agosto successivo, come l'editto di Amboise, garantì ai protestanti francesi un'amnistia generale.
La pace assicurava libertà di coscienza e una limitata libertà di culto: da quel momento in poi la pratica religiosa era permessa ai protestanti all'interno delle loro proprietà ed in due luoghi stabiliti di ciascuna regione del paese, con l'esclusione di Parigi.
Essi godettero quindi nuovamente dei loro vecchi diritti.
Inoltre vennero lasciate loro per maggior sicurezza le piazzeforti di La Rochelle, La Charité, Montauban e Cognac.
Nella precedente guerra perse la vita il capo ugonotto Luigi I di Borbone-Condé ed il nuovo capo dei protestanti francesi era divenuto Enrico III di Navarra (il futuro re di Francia Enrico IV). Caterina de' Medici, madre del re Carlo IX, gli promise, con la conclusione di questa pace, la mano della figlia Margherita di Valois (di fede cattolica).
Questa pace fu chiamata «boiteuse et mal assise» (zoppa e mal assisa), in riferimento alla claudicazione del Biron e al nome della signoria di Henri de Mesmes, Malassise, che avrebbe dovuto condurre le trattative al posto del Biron.
La pace tuttavia fu di breve durata, infatti, due anni dopo, si verificò la strage di San Bartolomeo e le ostilità tra le due parti ripresero.